# 1993 في المغرب
فيما يلي قوائم الأحداث التي وقعت خلال عام 1993 في المغرب.

## الحكم
- الملك – الحسن الثاني.
- رئيس الحكومة – محمد كريم العمراني.
- وزير الداخلية – إدريس البصري.

## احداث
- ويبقى الحادث الأسوأ الذي عرفه المغرب في حوادث القطار هو حادثة تمارة سنة 1993 إثر اصطدام قطارين. وكان الحادث قد أودى بحياة 15 شخصًا وسقوط نحو 100 جريح.[1]

## رياضة
- فاز نادي الوداد البيضاوي بـــالدوري المغربي لكرة القدم 1992–93
- فاز نادي الكوكب المراكشي بـــكأس العرش المغربي

## كتب
- كتاب: الاحتمالية الاقتصادية وسياسة الهجرة (مطبوعات أكاديمية المملكة المغربية سنة 1993).

## أفلام
من الأفلام التي صدرت هذه السنة في المغرب:
- البحث عن زوج امرأتي (فيلم) من إخراج محمد عبد الرحمن التازي.

## مسلسلات
- الثمن (مسلسل مغربي) 1993.

## جوائز
- فاز الكاتب المغربي عبد الحق سرحان، بالجائزة الفرنسية للعالم العربي عن روايته <<شمس الظلمات Le Soleil des obscurs>>.[2]

## مواليد

### فبراير
- 20 فبراير – عبد الكبير الوادي لاعب كرة قدم مغربي.

### يونيو
- 26 يونيو – أيوب الكعبي لاعب مغربي.

### سبتمبر
- 2 سبتمبر – محمد ربيعي ملاكم مغربي.
- 30 سبتمبر – بدر بانون لاعب كرة قدم مغربي.

### أكتوبر
- 15 أكتوبر – أنس الأصباحي لاعب كرة قدم مغربي.

## وفيات
- محمد زنيبر كاتب ومؤرخ مغربي.
- الطاهر أوعسو لوديي، رجل دولة وضابط مغربي.

### أغسطس
- أغسطس – الحاج تابت، رمز حقبة سوداء من نهايات القرن العشرين من تاريخ المغرب المعاصر.
- 21 أغسطس – قاصدي مرباح (مواليد 1938) سياسي جزائري من مواليد مدينة فاس المغربية.
- 23 أغسطس – محمد عزيز لحبابي (مواليد 1922) فيلسوف وروائي وشاعر مغربي.